# 半環平鮋
半環平鮋，為輻鰭魚綱鮋形目鮋亞目平鮋科的其中一種，為亞熱帶魚類，分布於中太平洋東部美國加州中部至墨西哥下加利福尼亞海域，棲息深度58-402公尺，體長可達25公分，棲息在底層水域，卵胎生，生活習性不明。